# 奧西尼夫卡 (希里亞葉韋區)
47°20′0″N 30°13′44″E / 47.33333°N 30.22889°E
奧西尼夫卡（烏克蘭語：Осинівка）是位於烏克蘭西南部的村莊，由敖德萨州贝雷济夫卡区的希里亞耶韋市鎮負責管轄。該村始建於1893年，面積1.39平方公里，海拔高度47米，2001年人口547，人口密度每平方公里393.53人。